# Балкански куп у фудбалу за репрезентације 1932.
Балкански куп 1932. (енгл. 1932 Balkan Cup) је био трећи фудбалски турнир Балканског купа. Учествовале су репрезентације Југославије, Грчке, Бугарске и Румуније, а победила је Бугарска. Најбољи стрелац био је Живковић, репрезентативац Југославије.

## Коначна табела
| Pos | Тим         | О | П | Н | И | ГД | ГП | ГР  | Бод. | Qualification |
| --- | ----------- | - | - | - | - | -- | -- | --- | ---- | ------------- |
| 1   | Бугарска    | 3 | 3 | 0 | 0 | 7  | 2  | +5  | 6    | Победник      |
| 2   | Југославија | 3 | 2 | 0 | 1 | 12 | 5  | +7  | 4    |               |
| 3   | Румунија    | 3 | 1 | 0 | 2 | 4  | 5  | −1  | 2    |               |
| 4   | Грчка       | 3 | 0 | 0 | 3 | 1  | 12 | −11 | 0    |               |

## Утакмице
| Југославија                                                                                       | 7 : 1    | Грчка     |
| ------------------------------------------------------------------------------------------------- | -------- | --------- |
| Тирнанић 5’ · Глишовић 15’ · Зечевић 51’, 84’ · Живковић 51’ (пен.), 62’ (пен.) · Вујадиновић 80’ | Извештај | Китсос 4’ |

| Бугарска               | 2 : 0    | Румунија |
| ---------------------- | -------- | -------- |
| Пешев 65’ · Панчев 89’ | Извештај |          |

| Грчка | 0 : 3    | Румунија                         |
| ----- | -------- | -------------------------------- |
|       | Извештај | Чолак 6’ · Шварц 9’ · Бодола 16’ |

| Југославија       | 2 : 3    | Бугарска                              |
| ----------------- | -------- | ------------------------------------- |
| Живковић 84’, 89’ | Извештај | Ангелов 4’ · Панчев 35’ · Лозанов 47’ |

| Бугарска                       | 2 : 0    | Грчка |
| ------------------------------ | -------- | ----- |
| Ангелов 71’ · Пешев 85’ (пен.) | Извештај |       |

| Југославија                                  | 3 : 1    | Румунија  |
| -------------------------------------------- | -------- | --------- |
| Зечевић 21’ · Живковић 30’ · Вујадиновић 42’ | Извештај | Ковач 36’ |

## Победник
| Куп Балкана 1932.         |
| ------------------------- |
| · Бугарска · Друга титула |

## Статистика
- Састав Југославије против Грчке 7 : 1:

Репрезентација Краљевине Југославије: Јован Спасић, Милутин Ивковић, Фране Ковачић, Милорад Арсенијевић, Иван Гајер, Анђелко Марушић, Александар Тирнанић, Светислав Глишовић, Александар Живковић, Ђорђе Вујадиновић, Добривоје Зечевић. Селектор: Бошко Симоновић
- Састав Југославије против Бугарске 2 : 3:

Репрезентација Краљевине Југославије: Јован Спасић, Бранислав Димитријевић, Фране Ковачић, Милорад Арсенијевић Данијел Премерл, Анђелко Марушић, Александар Тирнанић, Светислав Глишовић, Фрањо Гилер Александар Живковић, Добривоје Зечевић. Селектор: Бошко Симоновић
- Састав Југославије против Румуније 3 : 1:

Репрезентација Краљевине Југославије: Јован Спасић, Милутин Ивковић, Фране Ковачић, Милорад Арсенијевић, Иван Гајер, Густав Лехнер, Александар Тирнанић, Благоје Марјановић, Светислав Глишовић, Ђорђе Вујадиновић, Добривоје Зечевић, Александар Живковић. Селектор: Бошко Симоновић

### Стрелци голова
Укупно је постигнуто  24 голова у 6 утакмица, с просеком од 4 гола по утакмици.
5 голова
- А. Живковић

3 гола
- Д. Зечевић

2 гола
- А. Панчев
- А. Пешев
- Љ. Ангелов
- Ђ. Вујадиновић

1 гол
- М. Лозанов
- Н. Китсос
- А. Тирнанић
- С. Глошовић
- Г. Чолак
- Ј. Бодола
- Ш. Шварц
- Н. Ковач